# Nuevo San Isidro
Nuevo San Isidro är en ort i Mexiko.   Den ligger i kommunen Acala och delstaten Chiapas, i den sydöstra delen av landet, 700 km öster om huvudstaden Mexico City. Nuevo San Isidro ligger 486 meter över havet och antalet invånare är 171.
Terrängen runt Nuevo San Isidro är kuperad åt sydväst, men åt nordost är den platt. Runt Nuevo San Isidro är det ganska tätbefolkat, med 58 invånare per kvadratkilometer. Närmaste större samhälle är Acala, 11,5 km nordost om Nuevo San Isidro. Omgivningarna runt Nuevo San Isidro är en mosaik av jordbruksmark och naturlig växtlighet.